# 幸福的六年
幸福的六年（原書名：你是我唯一的寶貝 - 與秋雪共度的六年，日本語為たったひとつのたからもの）是繼一公升的眼淚後，另一部震驚日本社會的紀實文學作品。

## 概要
該作品由加藤浩美（Kato Hiromi）在2003年（平成15年，民國92年）10月發表，她利用已故的唐氏綜合症兒子秋雪（Akiyuki）在1992年（平成4年，民國81年）3月7日至1999年（平成11年，民國88年）1月3日這六年期間的人生而編寫；她用了兒子的生活相片作為插圖。
在秋雪去世後的一年（2000年、平成12年、民國89年），作者在3月參加了由一間名為明治安田生命的人壽保險公司舉辦的攝影比賽並順利入選；在翌年（2001年）8月的一輯名為「你是我唯一的寶貝」的90秒宣傳廣告版本及兩年後（2003年）推出的兩輯60秒版本廣告播出並獲得ACC等獎項後，開始受到社會人士關注。
書籍由日本文藝春秋、台灣東販及香港萬里機構出版。

## 獎項
此書獲得由新鴻基地產舉辦的「第一屆新地開心閱讀計劃 - 首輪閱讀創作比賽」的推介書。

## 改編電視劇
日本電視台在2004年推出了改編電視劇，由另一位唐氏綜合症兒童杉森翼主演；同樣引起了轟動。之後他的母親杉森津久美發表了《小翼 — 折翼的天使》，同樣以紀實文學手法描寫了兒子的出生到試鏡和正式演出的經歷。該書由台灣東販及香港萬里機構出版。

## 資料來源
1. ↑  明治安田生命CM 「たったひとつのたからもの」篇
2. ↑  請參閱該活動的官方網頁內介紹 的存檔，存档日期2009-02-27.

## 相關
- 唐氏綜合症
- 高琳琳九天生命日記事件

## 外部連結
- 幸福的六年 - 萬里機構 （页面存档备份，存于）
- 小翼折翼的天使 - 萬里機構 （页面存档备份，存于）
- 匡智會
- 香港唐氏綜合症協會
- 扶康會 （页面存档备份，存于）